# Intercontinental Cup basketbal 1996
De Intercontinental Cup (basketbal) in 1996 was een basketbalfinale die gespeeld werd over een best-of-three-play-offwedstrijden. In september 1996 gingen die wedstrijden tussen de winnaar van de EuroLeague Men, Panathinaikos BC en Olimpia de Venado Tuerto, de winnaar van de Liga Sudamericana.
De eerste wedstrijd werd gehouden op 4 september 1996 in het Estadio Cubierto Newell's Old Boys, de thuishaven Olimpia de Venado Tuerto. Olimpia won 89-83. 
De Olympic Indoor Hall in Athene was de sporthal waar wedstrijd twee en drie gehouden werden. Deze wedstrijden stonden voor 10 september 1996 en 12 september 1996 op het programma.

## Wedstrijden
Eerste wedstrijd 4 september 1996
| Olimpia de Venado Tuerto | 89 - 83 | Panathinaikos BC |

Tweede wedstrijd 10 september 1996
| Panathinaikos BC | 83 - 78 | Olimpia de Venado Tuerto |

Derde wedstrijd 12 september 1996
| Panathinaikos BC | 101 - 76 | Olimpia de Venado Tuerto |

Panathinaikos BC wint met 2-1